# برايان سوانسون
برايان سوانسون (بالإنجليزية: Brian Swanson)‏ هو لاعب هوكي الجليد أمريكي، ولد في 24 مارس 1976 في Eagle River, Anchorage, Alaska ‏ في الولايات المتحدة.

## وصلات خارجية
- برايان سوانسون على موقع دوري الهوكي الوطني (الإنجليزية)
- برايان سوانسون على موقع قاعة مشاهير الهوكي (لاعب أن.إتش.أل) (الإنجليزية)
- برايان سوانسون على موقع EliteProspects.com (الإنجليزية)
- برايان سوانسون على موقع Eurohockey.com (الإنجليزية)
- برايان سوانسون على موقع HockeyDB.com (الإنجليزية)
- برايان سوانسون على موقع Hockey-Reference.com (الإنجليزية)